# Frank Parsons Jr.
Frank Toadvine Parsons Jr. (ur. 10 stycznia 1906 w Baltimore, zm. 21 marca 1957 w Waszyngtonie) – amerykański strzelec, olimpijczyk i mistrz świata.
Uczestnik Letnich Igrzysk Olimpijskich 1948. W swoim jedynym starcie zajął 18. miejsce w karabinie dowolnym w trzech postawach z 300 m. Na mistrzostwach świata w 1930 roku zdobył 2 złote medale w drużynowych strzelaniach z karabinu małokalibrowego z 50 m (w postawie klęczącej i stojącej).
Był kierownikiem strzeleckiej reprezentacji Stanów Zjednoczonych podczas Letnich Igrzysk Olimpijskich 1952, Mistrzostw Świata w Strzelectwie 1952 i Mistrzostw Świata w Strzelectwie 1954.

## Wyniki

### Igrzyska olimpijskie
| Igrzyska    | Konkurencja                          | Wynik                   | Miejsce | Źródło |
| ----------- | ------------------------------------ | ----------------------- | ------- | ------ |
| Londyn 1948 | Karabin dowolny, trzy postawy, 300 m | 1057 pkt. (376–348–333) | 18      | [ 1 ]  |

### Medale mistrzostw świata
Opracowano na podstawie materiałów źródłowych:
| Mistrzostwa    | Konkurencja                                    | Wynik                             | Miejsce |
| -------------- | ---------------------------------------------- | --------------------------------- | ------- |
| Antwerpia 1930 | Karabin małokalibrowy klęcząc, 50 m, drużynowo | 1877 pkt. (druż.) 374 pkt. (ind.) |         |
| Antwerpia 1930 | Karabin małokalibrowy stojąc, 50 m, drużynowo  | 1804 pkt. (druż.) 363 pkt. (ind.) |         |